# Hip hip hurra!
Pour plus de détails, voir Fiche technique et Distribution.
Hip hip hurra! (ou Hip Hip Hurrah! pour le titre international) est un film suédo-dano-norvégien réalisé par Kjell Grede et sorti au cinéma en 1987. Le film a reçu le Grand prix du jury lors de la Mostra de Venise 1987.

## Synopsis
La vie et le quotidien des peintres de Skagen, au nord du Danemark. L'un de ces peintres, Peder Severin Krøyer (Stellan Skarsgård), inspire ceux qui l'entourent mais il sait que la folie dont souffrait sa mère va bientôt l'atteindre à son tour.

## Fiche technique
- Titre original : Hip hip hurra!
- Titre international : Hip Hip Hurrah!
- Réalisateur : Kjell Grede
- Scénario : Kjell Grede
- Photographie : Sten Holmberg
- Montage : Sigurd Hallman
- Sociétés de production : Det Danske Filminstitut, Norsk Film (en)
- Pays d'origine : Suède-Danemark-Norvège
- Dates de sortie :
  -  Italie : 1er septembre 1987 (présenté à la Mostra de Venise 1987)
  -  Suède : 4 septembre 1987
- Langue : suédois et danois
- Format: couleur - 35 mm - 1.66 : 1 - stéréo
- Genre : Drame, biographie
- Durée : 110 minutes

## Distribution
- Stellan Skarsgård : Peder Severin Krøyer
- Lene Brøndum : Lille
- Pia Vieth : Marie Krøyer
- Helge Jordal : Christian Krohg
- Morten Grunwald : Michael Ancher
- Ulla Henningsen : Anna Ancher
- Lene Tiemroth : Elsie

## Réception
Le film a reçu le Grand prix du jury lors de la Mostra de Venise 1987. Lors de la 23e cérémonie des Guldbagge Awards, le réalisateur Kjell Grede remporte le prix du meilleur réalisateur et Lene Brøndum celui de la meilleure actrice.